# Klodian Xhelilaj
Klodian Xhelilaj (ur. 23 listopada 1988 we Wlorze) – albański piłkarz.